# Roi de galaxii
Roiurile de galaxii sunt cele mai mari structuri legate gravitațional și relaxate din univers. Deși există structuri mai mari (super-roiuri de galaxii și filamente), acestea nu se află în echilibru dinamic, urmând a fi dezbinate de energia întunecată. Un roi de galaxii este format din galaxii, ICM (mediul intra-cluster, numit și mediu inter-galactic sau arareori atmosferă) și materie întunecată, contribuțiile acestora la masa totală a roiului reprezentând cca. 3%, 15% și 80%. 